# Región del Libertador General Bernardo O'Higgins
La región del Libertador General Bernardo O'Higgins, también denominada simplemente región de O'Higgins, es una de las dieciséis regiones en que se divide la República de Chile. Su capital es Rancagua. Ubicada en el centro del país, limita al noroeste con la región de Valparaíso, al noreste con la región Metropolitana de Santiago, al este con la provincia de Mendoza en Argentina, al sur con la región del Maule y al oeste con el Océano Pacífico.
El nombre de la región se estableció en honor de Bernardo O'Higgins, considerado como libertador y Padre de la Patria en el país.
Cuenta con una superficie de 16 387 km² y una población el año 2017 de 914 555 habitantes. La región está compuesta por las provincias de Cachapoal, Cardenal Caro y Colchagua, y la capital regional es la ciudad de Rancagua. Su principal centro urbano es el Gran Rancagua con 294 279 habitantes, seguido de San Fernando con 73 973 habitantes.

## Historia
Los primeros habitantes de este territorio fueron bandas de cazadores-recolectores quienes dejaron constancia de sus actividades en la localidad de Tagua-Tagua en la actual comuna de San Vicente, siendo hallados en el sitio arqueológico: restos de mastodontes, caballos americanos y ciervos, puntas de cuarzo cristalino, cuchillos y raederas talladas en piedra, entre otros utensilios. Al parecer el sitio arqueológico de la laguna de Tagua-Tagua es el único en la Zona central de Chile que presenta restos de ocupación humana en el período denominado "Paleoindio". Los restos allí encontrados fueron sometidos al método de radio-carbón, obteniéndose una antigüedad de entre 10 000 y 11.500 años.
Ya en el Período Arcaico (8000-300 a. C.), los indígenas que poblaron esta región se movilizaron entre la costa, el valle y el macizo andino. En sitios como Pichilemu, Cáhuil y Bucalemu, dejaron depósitos de basuras o conchales como testimonio de sus incursiones [cita requerida]. Cabe mencionar que el cambio climático producido tras la última glaciación llevó a la extinción de la megafauna, lo que provocó profundos cambios sociales y culturales en estos primeros pobladores prehistóricos. Guanacos, huemules, chiliwekes, zorros, pájaros y roedores de menor tamaño comenzaron a reemplazar a los grandes animales.
Durante el Período Agroalfarero (300 a. C. - 1470 d. C.) los habitantes de esta región experimentaron cambios en sus modos de vida.
Los habitantes de esta zona, fueron testigos de la expansión del imperio Inca, en 1485; los Incas implementaron en la zona muchas innovaciones, las más importantes fueron el cultivo de alimentos vegetales y la confección de objetos de arcilla o greda; cultivaron porotos, maíz, zapallo, calabaza y quínoa. Todos excepto esta última y algunos tipos de maíz, requieren de riego, por lo que estas plantaciones se trasladaron a orillas de esteros y ríos. Los Incas dejaron en esta región muchos vestigios como el pucará de La Compañía y el del cerro La Muralla, los 7 soles pintados en Malloa, restos de cerámicas, santuarios como el del cerro Tren Tren en Doñihue, construcciones con la técnica de la pirca, etimologías en las ciudades, etc. Durante este período los otros grupos indígenas vivían en casas de quincha con techos de paja, junto a acequias y cultivos hortícolas, modo de vida atribuible a los promaucaes o picunches y a los chiquillanes.
En el Periodo Colonial (1541 d. C. a 1811d. C.) la región era dominada, como el resto del país, por los españoles y basándose en un sistema de Haciendas.
La región tiene su origen en las antiguas provincias de O'Higgins y Colchagua. Colchagua correspondía al territorio entre los ríos Cachapoal-Rapel y el Maule, por el sur, comprendiendo los departamentos de Caupolicán (Rengo), San Fernando, Curicó y Talca. En ese entonces el departamento de Rancagua pertenecía a la antigua provincia de Santiago. Con la creación de las nuevas provincias de Talca y Curicó, el territorio y límites de la provincia de Colchagua sufrió varias modificaciones a lo largo del siglo XIX y redujo su territorio. Luego, en 1880, el territorio del departamento de Rancagua conforma la provincia de O'Higgins, cuyo territorio, desde el 1 de enero de 1976, pasó a conformar (primero bajo la denominación de O'Higgins y luego provincia de Cachapoal) junto con la provincia de Colchagua la nueva VI Región, conocida desde 1979 como VI Región del Libertador General Bernardo O'Higgins. Ese año, además, se divide el territorio de la nueva provincia de Colchagua para conformar la provincia Cardenal Caro.

## Gobierno y administración

### División político-administrativa
La región del Libertador General Bernardo O'Higgins, que tiene por capital a la ciudad de Rancagua, para efectos del gobierno y administración interior, se divide en tres provincias.
- Provincia de Cachapoal, capital Rancagua.
- Provincia Cardenal Caro, capital Pichilemu.
- Provincia de Colchagua, capital San Fernando.

Mientras que estas tres provincias se subdividen en 33 comunas ―Codegua, Coinco, Coltauco, Doñihue, Graneros, Las Cabras, Machalí, Malloa, Mostazal, Olivar, Peumo, Pichidegua, Quinta de Tilcoco, Rancagua, Rengo, Requínoa, San Vicente de Tagua Tagua, La Estrella, Litueche, Marchigüe, Navidad, Paredones, Pichilemu, Chépica, Chimbarongo, Lolol, Nancagua, Palmilla, Peralillo, Placilla, Pumanque, San Fernando y Santa Cruz―.
| \| Provincia \| Capital \| Comuna \| \| ------------- \| ------------ \| -------------------------- \| \| Cachapoal \| Rancagua \| Codegua \| \| Cachapoal \| Rancagua \| Coinco \| \| Cachapoal \| Rancagua \| Coltauco \| \| Cachapoal \| Rancagua \| Doñihue \| \| Cachapoal \| Rancagua \| Graneros \| \| Cachapoal \| Rancagua \| Las Cabras \| \| Cachapoal \| Rancagua \| Machalí \| \| Cachapoal \| Rancagua \| Malloa \| \| Cachapoal \| Rancagua \| Mostazal \| \| Cachapoal \| Rancagua \| Olivar \| \| Cachapoal \| Rancagua \| Peumo \| \| Cachapoal \| Rancagua \| Pichidegua \| \| Cachapoal \| Rancagua \| Quinta de Tilcoco \| \| Cachapoal \| Rancagua \| Rancagua \| \| Cachapoal \| Rancagua \| Rengo \| \| Cachapoal \| Rancagua \| Requínoa \| \| Cachapoal \| Rancagua \| San Vicente de Tagua Tagua \| \| Cardenal Caro \| Pichilemu \| La Estrella \| \| Cardenal Caro \| Pichilemu \| Litueche \| \| Cardenal Caro \| Pichilemu \| Marchigüe \| \| Cardenal Caro \| Pichilemu \| Navidad \| \| Cardenal Caro \| Pichilemu \| Paredones \| \| Cardenal Caro \| Pichilemu \| Pichilemu \| \| Colchagua \| San Fernando \| Chépica \| \| Colchagua \| San Fernando \| Chimbarongo \| \| Colchagua \| San Fernando \| Lolol \| \| Colchagua \| San Fernando \| Nancagua \| \| Colchagua \| San Fernando \| Palmilla \| \| Colchagua \| San Fernando \| Peralillo \| \| Colchagua \| San Fernando \| Placilla \| \| Colchagua \| San Fernando \| Pumanque \| \| Colchagua \| San Fernando \| San Fernando \| \| Colchagua \| San Fernando \| Santa Cruz \| | Codegua Coinco Coltauco Doñihue Graneros Las Cabras Machalí Malloa Mostazal Olivar Peumo Pichidegua Quinta de Tilcoco Rancagua Rengo Requínoa San Vicente de Tagua Tagua La Estrella Litueche Marchigüe Navidad Paredones Pichilemu Chépica Chimbarongo Lolol Nancagua Palmilla Peralillo Placilla Pumanque San Fernando Santa Cruz |                            |
| Provincia | Capital | Comuna                     |
| Cachapoal | Rancagua | Codegua                    |
| Cachapoal | Rancagua | Coinco                     |
| Cachapoal | Rancagua | Coltauco                   |
| Cachapoal | Rancagua | Doñihue                    |
| Cachapoal | Rancagua | Graneros                   |
| Cachapoal | Rancagua | Las Cabras                 |
| Cachapoal | Rancagua | Machalí                    |
| Cachapoal | Rancagua | Malloa                     |
| Cachapoal | Rancagua | Mostazal                   |
| Cachapoal | Rancagua | Olivar                     |
| Cachapoal | Rancagua | Peumo                      |
| Cachapoal | Rancagua | Pichidegua                 |
| Cachapoal | Rancagua | Quinta de Tilcoco          |
| Cachapoal | Rancagua | Rancagua                   |
| Cachapoal | Rancagua | Rengo                      |
| Cachapoal | Rancagua | Requínoa                   |
| Cachapoal | Rancagua | San Vicente de Tagua Tagua |
| Cardenal Caro | Pichilemu | La Estrella                |
| Cardenal Caro | Pichilemu | Litueche                   |
| Cardenal Caro | Pichilemu | Marchigüe                  |
| Cardenal Caro | Pichilemu | Navidad                    |
| Cardenal Caro | Pichilemu | Paredones                  |
| Cardenal Caro | Pichilemu | Pichilemu                  |
| Colchagua | San Fernando | Chépica                    |
| Colchagua | San Fernando | Chimbarongo                |
| Colchagua | San Fernando | Lolol                      |
| Colchagua | San Fernando | Nancagua                   |
| Colchagua | San Fernando | Palmilla                   |
| Colchagua | San Fernando | Peralillo                  |
| Colchagua | San Fernando | Placilla                   |
| Colchagua | San Fernando | Pumanque                   |
| Colchagua | San Fernando | San Fernando               |
| Colchagua | San Fernando | Santa Cruz                 |

### Autoridades
La administración de la región del poder ejecutivo radica en el Gobierno Regional del Libertador General Bernardo O'Higgins, constituido por el Gobernador del Libertador General Bernardo O'Higgins y por el Consejo Regional, además de contar con la presencia del Delegado Presidencial Regional del Libertador General Bernardo O'Higgins y a tanto el Delegado Presidencial Provincial de Colchagua como el Delegado Presidencial Provincial de Cardenal Caro, representantes del gobierno central del país.
Para los efectos de la administración local, las provincias están divididas a su vez en 33 comunas ―Codegua, Coinco, Coltauco, Doñihue, Graneros, Las Cabras, Machalí, Malloa, Mostazal, Olivar, Peumo, Pichidegua, Quinta de Tilcoco, Rancagua, Rengo, Requínoa, San Vicente de Tagua Tagua, La Estrella, Litueche, Marchigüe, Navidad, Paredones, Pichilemu, Chépica, Chimbarongo, Lolol, Nancagua, Palmilla, Peralillo, Placilla, Pumanque, San Fernando y Santa Cruz― en total regidas por su respectiva municipalidad.
El poder legislativo se encuentra representado y dividido territorialmente a través de la 8.º circunscripción del Senado de Chile constituido por tres senadores y tanto el 15.º distrito electoral -compuesto por cinco diputados- y el 16.º distrito electoral de la Cámara de Diputados -compuesto por cuatro diputados-, los cuales representan a los ciudadanos de la región.

#### Gobernador Regional
- Pablo Silva Amaya (PS)

#### Delegado Presidencial Regional
- Fabio López Aguilera (PPD)

#### Delegado Presidencial Provincial
- Cardenal Caro: Josefina Toro Rodríguez (PS)
- Colchagua: Marta Pizarro Inzunza (FRVS)

#### Alcaldes
| Comuna      | Alcalde                          | Partido | Comuna                     | Alcalde                         | Partido |
| ----------- | -------------------------------- | ------- | -------------------------- | ------------------------------- | ------- |
| Chépica     | Fabian Soto González             | PS      | Olivar                     | Maria Estrella Montero Carrasco | Ind-RN  |
| Chimbarongo | Marco Antonio Contreras Jorquera | Ind-RN  | Palmilla                   | Carlos Carrero Pérez            | Ind.    |
| Codegua     | Jose Flores Osorio               | Ind.    | Paredones                  | Antonio Carvacho Vargas         | RN      |
| Coinco      | Juan Abarca Padilla              | Ind.    | Peralillo                  | Claudio Cumsille Chomali        | PS      |
| Coltauco    | Felix Sánchez Vergara            | RN      | Peumo                      | Fermín Carreño Carreño          | Ind-PPD |
| Doñihue     | Boris Acuña González             | Ind.    | Pichidegua                 | Adolfo Cerón González           | Ind.    |
| Graneros    | Marcelo Miñañir Matus            | Ind.    | Pichilemu                  | Roberto Córdova Carreño         | Ind.    |
| La Estrella | Valentín Vidal Rubio             | Ind-PR  | Placilla                   | Marcelo González Farías         | DC      |
| Las Cabras  | Juan Pablo Flores Astorga        | PS      | Pumanque                   | Gonzalo Baraona Bezanilla       | Ind-UDI |
| Litueche    | Rodrigo Palominos Vidal          | Ind-UDI | Quinta de Tilcoco          | Sebastián Rodríguez Fuenzalida  | Ind-RN  |
| Lolol       | José Román Chávez                | Ind.    | Rancagua                   | Raimundo Agliati Marchant       | Ind-UDI |
| Machalí     | Juan Carlos Abud Parra           | Ind.    | Rengo                      | Enrique del Barrio Hernández    | Ind-RN  |
| Malloa      | Luis Barra Villanueva            | Ind-PPD | Requínoa                   | Waldo Valdivia Montecinos       | Ind-PPD |
| Marchigue   | Sebastián Flores Labarca         | Ind-UDI | San Fernando               | Pablo Silva Pérez               | Ind-RN  |
| Mostazal    | Verónica Arroyo Arancibia        | Ind.    | San Vicente de Tagua Tagua | Guido Carreño Reyes             | Ind-UDI |
| Nancagua    | Aníbal Valenzuela Cariz          | Ind.    | Santa Cruz                 | Yamil Ethit Romero              | Ind-RN  |
| Navidad     | Yanko Blumen Antivilo            | Ind-PPD |                            |                                 |         |

#### Parlamentarios

##### Senadores
| Circunscripción | Senadores                                                                 | Partido         |
| --------------- | ------------------------------------------------------------------------- | --------------- |
| 8               | Alejandra Sepúlveda Orbenes Juan Luis Castro González Javier Macaya Danús | Ind-FRVS PS UDI |

##### Diputados
| Distrito | Diputados | Partido                     | Distrito | Diputados                                                                             | Partido      |
| -------- | --- | --------------------------- | -------- | ------------------------------------------------------------------------------------- | ------------ |
| 15       | Raúl Soto Mardones Diego Schalper Sepúlveda Marcela Riquelme Aliaga Natalia Romero Talguia Marta González Olea | PPD RN Ind. Ind-UDI Ind-PPD | 16       | Carla Morales Maldonado Cosme Mellado Pino Eduardo Cornejo Lagos Félix Bugueño Sotelo | RN PR UDI FA |

#### Secretarías regionales ministeriales
| Secretarías Regionales Ministeriales de O'Higgins | Secretarías Regionales Ministeriales de O'Higgins | Secretarías Regionales Ministeriales de O'Higgins | Secretarías Regionales Ministeriales de O'Higgins |
| Secretaría Regional                               | Titular                                           | Partido                                           |                                                   |
| ------------------------------------------------- | ------------------------------------------------- | ------------------------------------------------- | ------------------------------------------------- |
| Hacienda                                          | Sin Secretaría Regional                           | Sin Secretaría Regional                           |                                                   |
| Seguridad Pública                                 | Rodolfo Núñez Bustamante                          |                                                   |                                                   |
| Gobierno                                          | Carlos Carrasco Olea                              | PCCh                                              |                                                   |
| Economía, Fomento y Turismo                       | Darío García                                      | FA                                                |                                                   |
| Desarrollo Social y Familia                       | Nayadeth Ahumada Herrrera                         | PR                                                |                                                   |
| Educación                                         | Alyson Hadad Reyes                                | PS                                                |                                                   |
| Justicia y Derechos Humanos                       | Eduardo Marchant Cabrera                          | PCCh                                              |                                                   |
| Trabajo y Previsión Social                        | Jaime Chamorro Galdames '                         | FA                                                |                                                   |
| Obras Públicas                                    | María Latorre Escandón                            | Ind.                                              |                                                   |
| Salud                                             | Carolina Torres Pinto                             | Ind.                                              |                                                   |
| Vivienda y Urbanismo                              | Luis Barboza Quintanilla                          | Luis Barboza Quintanilla                          |                                                   |
| Bienes Nacionales                                 | Mauricio Pereira González                         | FA                                                |                                                   |
| Agricultura                                       | Cristian Silva Rosales                            | PS                                                |                                                   |
| Minería                                           | Bárbara Gavia Herrera                             | FA                                                |                                                   |
| Transporte y Telecomunicaciones                   | Flavia Gónzalez Urzúa                             | PPD                                               |                                                   |
| Energía                                           | Claudio Martínez Molina                           | FA                                                |                                                   |
| Medio Ambiente                                    | Giovanna Amaya Peña                               | PS                                                |                                                   |
| Deporte                                           | Macarena Chandía Pino                             | FA                                                |                                                   |
| Mujer y Equidad de Género                         | Constanza Valencia Sepúlveda                      | FA                                                |                                                   |
| Culturas, las Artes y el Patrimonio               | Cristo Cucumides Littin                           | Ind.                                              |                                                   |

## Demografía y ciudades
La Región del Libertador Bernardo O´Higgins concentra una alta tasa de población rural (superada solo por la región del Maule). La ciudad más poblada de la región es Rancagua (241 774 hab.). Según el censo del año 2017, otras ciudades pobladas son: San Fernando (73 973 hab.); Rengo (58 825 hab.); Machalí (52 505 hab.); Graneros (33 437 hab.); Nancagua (17 833 hab.); San Vicente de Tagua Tagua (46 766 hab.); Santa Cruz (37 855 hab.); Chimbarongo (35 399 hab.); Mostazal	(16 343 hab.) y Pichilemu (16 394 hab.).

### Indicadores básicos (serie histórica)

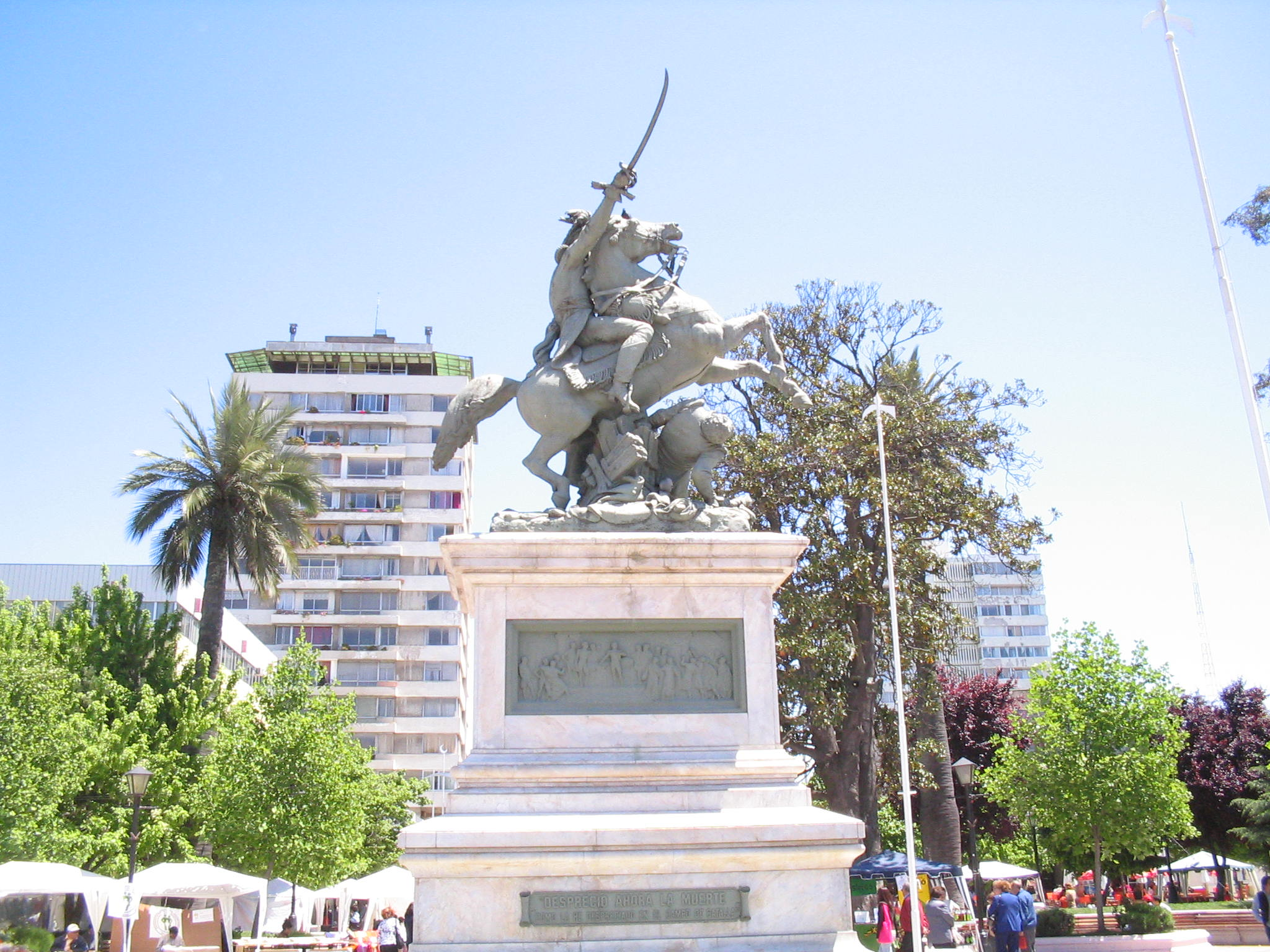
Rancagua.

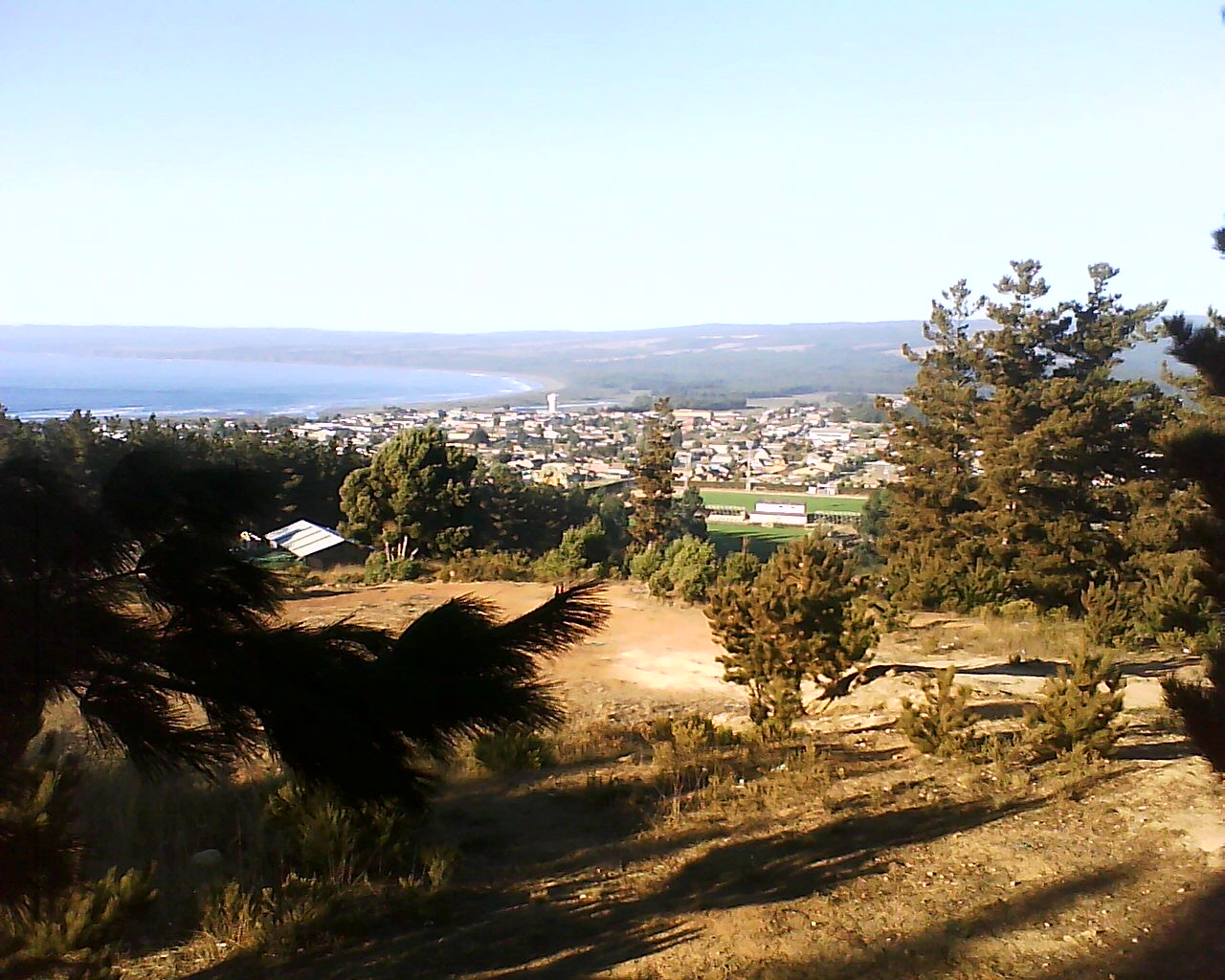
Pichilemu.

A continuación se presenta la serie histórica de indicadores básicos de la región del Libertador General Bernardo O'Higgins:
| Año                    | Nacimientos | Defunciones | Tasa bruta de natalidad | Tasa bruta de mortalidad | Tasa global de fecundidad |
| ---------------------- | ----------- | ----------- | ----------------------- | ------------------------ | ------------------------- |
| 1997                   | 13 104      | 3994        | 17                      | 5,2                      | 2,12                      |
| 1998                   | 12 787      | 4186        | 16,4                    | 5,4                      | 2,09.5                    |
| 1999                   | 12 672      | 4307        | 16,1                    | 5,5                      | 2,08                      |
| 2000                   | 12 533      | 4240        | 15,7                    | 5,3                      | 2,03.5                    |
| 2001                   | 12 183      | 4350        | 15,1                    | 5,4                      | 1,98                      |
| 2002                   | 11 978      | 4241        | 14,7                    | 5,2                      | 1,94.5                    |
| 2003                   | 11 799      | 4607        | 14,3                    | 5,6                      | 1,92.5                    |
| 2004                   | 11 770      | 4 573       | 14,1                    | 5,5                      | 1,92                      |
| 2005                   | 11 796      | 4702        | 14                      | 5,6                      | 1,89                      |
| 2006                   | 11 517      | 4569        | 13,6                    | 5,4                      | 1,90.5                    |
| 2007                   | 12 199      | 4822        | 14,2                    | 5,6                      | 1,97.5                    |
| Fuente: I.N.E. (Chile) |             |             |                         |                          |                           |

## Economía
En 2018, la cantidad de empresas registradas en la Región de O'Higgins fue de 22.474. El Índice de Complejidad Económica (ECI) en el mismo año fue de 0,0, mientras que las actividades económicas con mayor índice de Ventaja Comparativa Revelada (RCA) fueron Actividades de Planes de Seguridad Social de Afiliación Obligatoria Relacionados con Salud (28,64), Cultivo de Tabaco (24,48) y Cultivo Orgánico de Hortalizas (23,74).

## Relaciones internacionales
La Región de O'Higgins es sede de una serie de instituciones de relaciones internacionales, tales como la Unidad Regional de Asuntos Internacionales (URAI) del Gobierno Regional de O’Higgins en Rancagua, encargada del análisis y gestión de las relaciones bilaterales y multilaterales de la región con entidades de América Latina y el resto del mundo, la Comisión Corredor Bioceánico del Consejo Regional de O’Higgins, Unidad Regional de Promoción y Atracción de Inversiones (O'Higgins Investment), la oficina regional en Rancagua del Servicio Nacional de Migraciones, la oficina regional en Rancagua de la Dirección General de Promoción de Exportaciones (ProChile), el Departamento de Migraciones y Policía Internacional de la Policía de Investigaciones en Rancagua y San Fernando, y las siguientes Oficinas Migrante en los municipios de la región:
- Oficina Migrante de la Municipalidad de Codegua.
- Oficina Migrante de la Municipalidad de Coltauco.
- Oficina Migrante de la Municipalidad de Graneros.
- Oficina Migrante de la Municipalidad de Las Cabras.
- Oficina Migrante de la Municipalidad de Machalí.
- Oficina Migrante de la Municipalidad de Paredones.
- Oficina Migrante de la Municipalidad de Placilla.
- Oficina Migrante de la Municipalidad de Rengo.
- Oficina Migrante de la Municipalidad de Requínoa.
- Oficina Migrante de la Municipalidad de San Vicente.
- Oficina Migrante de la Municipalidad de Santa Cruz.
- Oficina Migrante de la Municipalidad de Chimbarongo.

En materia de relaciones internacionales y educación superior, el principal actor dentro de Rancagua es la Dirección de Internacionalización de la Universidad de O’Higgins (UOH), encargada de la movilidad estudiantil y cooperación internacional a nivel global. Además, la UOH ha emprendido iniciativas de internacionalización con enfoque territorial, como la Academia de Inversión Extranjera Directa.
La municipalidad de la capital regional; Rancagua, ha implementado iniciativas de internacionalización como la Universidad Internacional de Rancagua, y la pertenencia desde el año 2002 a la red de municipalidades del Mercosur; Mercociudades.

### Consulados en Rancagua
- España (Consulado Honorario)

- Siria (Consulado Honorario)

- Marruecos (Consulado Honorario)